# Bardwell (Kentucky)
Bardwell ist eine Stadt im Bundesstaat Kentucky in den Vereinigten Staaten und der Verwaltungssitz (County Seat) des Carlisle County. Das U.S. Census Bureau hat bei der Volkszählung 2020 eine Einwohnerzahl von 714 ermittelt.

## Geschichte
Bardwell wurde 1874 gegründet, als eine Vorgängerbahnlinie der Illinois Central Railroad bis zu diesem Punkt verlängert wurde. Möglicherweise war der Ort zunächst als „Crittenden“ bekannt, nach Gouverneur John J. Crittenden, aber dieser Name war bereits an anderer Stelle im Staat in Gebrauch, so dass der Name in „Bardwell“ geändert wurde. Einigen Quellen zufolge war „Bardwell“ der Name eines Eisenbahnkommissars, dessen Name für ein Eisenbahnbaulager in der Nähe des Ortes verwendet wurde. Andere Quellen vermuten, dass der Name von einem „gebretterten Brunnen“ im Lager inspiriert wurde.
Während der Sitzungsperiode von 1877 bis 1878 verabschiedete die Generalversammlung von Kentucky ein Gesetz zur Gründung von Bardwell. Die ursprünglichen Gemeindegrenzen bestanden aus einem Kreis mit einem Radius von 0,5 Meilen (0,80 km), dessen Mittelpunkt der lokale Bahnhof der Illinois Central Railroad war.
Bei der Gründung des Carlisle County im Jahr 1886 wurde die nahe gelegene Stadt Arlington zunächst zum Sitz des neuen Countys ernannt. Bardwell focht diese Entscheidung jedoch an, und aufgrund der zentraleren Lage von Bardwell stimmten die Bezirksbeamten zu und verlegten den Sitz nach Bardwell.

## Demografie
Nach einer Schätzung von 2019 leben in Bardwell 723 Menschen. Die Bevölkerung teilte sich 2017 auf in 98,0 % nicht-hispanische Weiße, 0,8 % amerikanische Ureinwohner und 0,3 % Asiaten. Hispanics oder Latinos aller Ethnien machten 0,5 % der Bevölkerung aus. Das mittlere Haushaltseinkommen lag bei 40.918 US-Dollar und die Armutsquote bei 25,7 %.

## Persönlichkeiten
- Martha Stewart (1922–2021), Schauspielerin und Sängerin